# Inga rubiginosa
Inga rubiginosa là một loài thực vật có hoa trong họ Đậu. Loài này được (Rich.) DC. miêu tả khoa học đầu tiên.